# Roger Eno
Roger Eugene Eno (n.1959, Woodbridge, Anglia) este cunoscut în primul rând ca un compozitor de muzică ambientală.
A început lecțiile eufonice la doisprezece ani iar la șaisprezece a intrat la Colegiul Colchester pentru a studia muzica. La absolvire, și după o perioadă de cântări în stradă prin Londra (unde a împărțit pentru scurt timp o casa cu artiștii Mark Wallinger și Andy Dog), s-a întors la Colchester pentru a conduce un curs de muzicoterapie la un spital local pentru handicapați mintal.
Prima sa experiență de înregistrare a fost cu fratele sau Brian Eno și Daniel Lanois pentru albumul Apollo la Studiourile Grant Avenue ale lui Lanois din Canada. Primul sau album solo, Voices, a aparut la scurt timp după aceea, acesta fiind și  cel mai apreciat și cel mai popular album al său .
Deși în principal, privit ca un pianist, Roger Eno este, de fapt, un multi-instrumentalist și un cântăreț pasionat, ce a și demonstrat în albumele sale solo și colaborările ulterioare. El a lucrat cu mai mulți artiști cheie în afară de fratele său, inclusiv Bill Nelson, No-Man, Lol Hammond, Mads Arp, Peter Hammill, Bowness Tim, și Michael Brook, cel mai de succes, dintre care a fost, probabil, album scris în colaborare cu Kate St. John, The Familiar.
Roger ocazional interpretează live și continuă să scrie coloane sonore. O mare parte din muzica sa a fost folosită în filme, incluzând For All Mankind, Nine and a Half Weeks, Warm Summer Rain, și The Jacket, în timp ce piesele sale au fost folosite în reclame, pentru companii ca Nissan și Japan Railways.
De curând Roger a înregistrat câteva albume solo , și a pus bazele unui magazin on-line, prin intermediul, Burning Shed, o casă de discuri independentă din Marea Britanie. În 2007, el a contribuit la LP-ul Mid / Air de Dive Index, un proiect muzical de colaborare a compozitorului / producatorului Will Thomas.

## Discografie
- Apollo (with Brian Eno & Daniel Lanois) (Virgin) - (1983)
- Voices (EG Records, Virgin) - (1985)
- Between Tides (All Saints Records) - (1988)
- Music for Films III (Opal Records) - (1988)
- Islands (with Laraaji) (Voiceprint Records, La Cooka Ratcha) - (1989)
- In a Room (with Harmonia Ensemble) - (1993)
- The Familiar (with Kate St John) (All Saints Records) - (1993)
- Automatic (as part of Channel Light Vessel) (All Saints Records) - (1994)
- Lost In Translation (All Saints Records) - (1995)
- The Night Garden (Voiceprint Records, La Cooka Ratcha) - (1995)
- Swimming (All Saints Records) - (1996)
- Excellent Spirits (as part of Channel Light Vessel) (All Saints Records) - (1996)
- The Music of Neglected English Composers (Voiceprint Records, Resurgence) - (1997)
- The Flatlands (All Saints Records) - (1998)
- Damage (with Lol Hammond) (All Saints Records) - (1999)
- Classical Music for Those with No Memory (with Garosi, Puliti, Odori) - (2000)
- The Long Walk (Voiceprint Records, La Cooka Ratcha) - (2000)
- Getting Warmer (Burning Shed Records) - (2002)
- The Appointed Hour (with Peter Hammill) (FIE! Records) - (2003)
- Fragile (Music) (Burning Shed Records) - (2005)
- At Lincoln Cathedral: Roger Eno (Live) - (2005)
- Transparencies (with  Plumbline) - (2006)
- Anatomy (Burning Shed Records) - (2008)
- Flood (Burning Shed Records) - (2008)